# 프랭크 러브조이
프랭크 러브조이(Frank Lovejoy, 1914년 3월 28일 ~ 1962년 10월 2일)는 미국의 영화배우, 배우, 텔레비전 배우, 라디오 DJ이다.

## 영화
- 줄리 (1956년)
- 매드 앳 더 월드 (1955년)
- 아메리카노 (1955년)
- 전략 공군 사령부 (1955년)
- 멘 오브 더 파이팅 레이디 (1954년) - Lt. Comdr. 폴 그레이슨 역
- 쉬즈 백 온 브로드웨이 (1953년)
- 밀랍의 집 (1953년)
- 장진호 전투 (1952년)
- 위닝 팀 (1952년)
- 아윌 씨 유 인 마이 드림스 (1951년)
- 스타리프트 (1951년)
- 트라이 앤 겟 미 (1950년)
- 세가지 비밀 (1950년)
- 고독한 영혼 (1950년) - 브럽 니콜라이 경사 역